# جوناس برذرز
ذا جوناس برذرز (بالإنجليزية: The Jonas Brothers)‏ أو الأخوة جوناس (بالإنجليزية: Jonas Brothers)‏ هي فرقة بوب روك من ويكؤف (نيو جيرسي)، مقاطعة بيرغن (نيو جيرسي). جوناس برذرز هم من أشهر فرق الروك، حيث أن الفرقة اكتسبت شعبيتها من قناة ديزني؛ تتألف الفرقة من ثلاثة أشقاء هم: بول كيفن جوناس الثاني (كيفن جوناس)، وجوزيف أدم جوناس (جو جوناس)، ونيكولاس جيري جوناس (نيك جوناس). في صيف عام 2008، كانت الفرقة نجوم فيلم كامب روك. أصدرت الفرقة أربعة ألبومات: إنه بشأن الوقت، وجوناس برذرز، وقليلا قليلا، والخطوط، الكروم والأوقات العصيبة. في عام 2008، قد رشحت المجموعة لجائزة أفضل فنان جديد في حفل توزيع جوائز الغرامي الواحد والخمسين وفازت بجائزة فنان الاختراق في جوائز الموسيقى الأمريكية. اعتبارا من مايو 2009، قبل إطلاق ألبوم الخطوط، الكروم والأوقات العصيبة، أحرزت الفرقة مبيعات في أكثر من 20 مليون ألبوم في جميع أنحاء العالم.
أعلنت فرقة جوناس براذرز رسميا انفصال أعضائها بعد مشوار فني استمر ثمانية أعوام. وهو القرار الذي وصفه أعضاء الفرقة بالصعب. وأكد كيفن جوناس خبر الانفصال لمجلة بيبول الأمريكية في يوم الثلاثاء 29 أكتوبر 2013.
أصدروا ألبومهم الأخير لايف في 26 نوفمبر 2013 الذي وصفه جو جوناس «بأنه الأفضل على الإطلاق». وكانت الفرقة قد ألغوا جولتهم الغنائية التي كانت ستشمل 19 مدينة بسبب «الخلافات العميقة داخل الفريق».
وحملت التقارير الأولية عضو الفرقة جو جوناس مسؤولية الخلافات لما تردد عن إدمانه للمخدرات بعدما شوهد خارج مصحة للعلاج من الإدمان. كما ظهرت المشاكل بين الفريق خلال اجتماعهم في 3 أكتوبر 2013 عندما أفصح نيك جوناس عن مخاوفه بشأن مستقبل الفريق.
قال نيك جوناس أيضا «إنه من الصعب التأكيد ما إذا كان الانفصال إلى الأبد» ولكنه أضاف «بالتأكيد نحن اليوم نغلق فصلا». وأصر جو جوناس علي أن قرار الانفصال كان مشتركًا بالإجماع.

## ديسكوغرافيا
- إنه بشأن الوقت (2006)
- جوناس برذرز (2007)
- قليلا قليلا (2008)
- الخطوط، الكروم والأوقات العصيبة (2009)

## وصلات خارجية
- الموقع الرسمي
- جوناس برذرز على موقع ماي سبيس
- جوناس برذرز على موقع IMDb (الإنجليزية)
- جوناس برذرز على موقع الموسوعة البريطانية (الإنجليزية)
- جوناس برذرز على موقع روتن توميتوز (الإنجليزية)
- جوناس برذرز على موقع ميوزك برينز (الإنجليزية)
- جوناس برذرز على موقع رولينغ ستون (الإنجليزية)
- جوناس برذرز على موقع رولينغ ستون (الإنجليزية)
- جوناس برذرز على موقع أول ميوزيك (الإنجليزية)
- جوناس برذرز على موقع ديسكوغز (الإنجليزية)